# Értény
Értény es un pueblo ubicado en el distrito de Tamási, en el condado de Tolna, Hungría.

## Superficie
Posee una superficie de 29,95 kilómetros cuadrados.

## Demografía
Hasta 2019 la población era de 763 habitantes, con una densidad de población de 25,48 habitantes por kilómetro cuadrado.